# Tanaostigmatidae
Tanaostigmatidae (лат.) − семейство паразитических наездников надсемейства Chalcidoidea подотряда Стебельчатобрюхие отряда Перепончатокрылые насекомые. Размеры мелкие (1—5 мм). Крылья с сильно редуцированным жилкованием.

## Биология
Фитофаги и галлообразователи. Семейство включает виды, которые вызывают образование галлов на элайосомах — единственный известный пример такого поведения среди насекомых.

## Распространение
Преимущественно в тропиках и субтропиках.

## Классификация
88 видов и около 10 родов
- Cynipencyrtus Ishii, 1928 (с 2013 год в Cynipencyrtidae Trjapitzin, 1973)[2][3]
- Enigmencyrtus Trjapitzin, 1977
- †Leptoomus Gibson, 2008[4] (с 2023 в Leptoomidae[5])
- Liebeliella Kieffer, 1910
- Microprobolos LaSalle, 1987
- Minapis Bréthes, 1916
- Protanaostigma Ferriére, 1929
- Tanaoneura Howard, 1896
- Tanaostigma Howard, 1890
- Tanaostigmodes Ashmead, 1896[6]
- Trichencyrtus Ashmead, 1904